# Abolboda grandis
Abolboda grandis är en gräsväxtart som beskrevs av August Heinrich Rudolf Grisebach. Abolboda grandis ingår i släktet Abolboda och familjen Xyridaceae.

## Underarter
Arten delas in i följande underarter:
- A. g. grandis
- A. g. rigida